# Sát thủ vô cùng cực
Sát thủ vô cùng cực (tiếng Anh: Hitman: Agent Jun) (tiếng Hàn: 히트맨) là một bộ phim hài Hàn Quốc do đạo diễn Choi Won-sub thực hiện cùng với Berry Good Studio sản xuất. Phim bắt đầu công chiếu tại các rạp Hàn Quốc vào ngày 22 tháng 1 năm 2020 và tại Việt Nam vào ngày 14 tháng 2 năm 2020.

## Nội dung
Jun là một cậu bé mồ côi bố mẹ, có năng khiếu vẽ truyện tranh cùng với khả năng đánh đấm táo bạo. Cậu được Đặc vụ Deok-gyoo tuyển chọn vào một chương trình bí mật chuyên đào tạo sát thủ của NIS, sau đó trở thành sát thủ giỏi nhất của tổ chức. Nhiều năm trôi qua, Jun luôn hoàn thành xuất sắc nhiệm vụ được giao. Trong số những hậu bối có Cheol là người cực kỳ hâm mộ Jun. Một lần đi làm nhiệm vụ, Jun đã làm giả cái chết của mình để thoát khỏi công việc giết chóc đầy đen tối.
Mười lăm năm sau, Jun sống với danh tính khác ở Busan, anh đã lập gia đình với cô vợ Mi-na, họ có một cô con gái là Ga-young. Jun làm họa sĩ truyện tranh, nhưng truyện của anh thường bị độc giả chê bai, anh cũng thường bị chủ biên cằn nhằn vì gửi truyện chậm trễ. Đã từ lâu Jun không làm ra tiền, vì thế chi phí sinh hoạt trong nhà đều do Mi-na lo. Cảm thấy bản thân mình quá vô dụng, Jun uống rượu giải sầu, trong cơn say anh đã vẽ một bộ truyện nói về khoảng thời gian mình từng làm sát thủ. Mi-na đã gửi truyện cho công ty xuất bản trong lúc Jun còn ngủ. Jun thức dậy và hoảng hốt khi thấy bộ truyện được đăng lên mạng, anh xin chủ biên gỡ nó xuống nhưng ông ta từ chối. Nhận ra bộ truyện này sẽ là cơ hội giúp mình thành công hơn, Jun quyết định vẽ tiếp nó, làm nó trở thành tác phẩm gây sốt trên mạng và được nhiều độc giả đón nhận. Từ đó Jun có thu nhập tốt hơn, anh có thể mua một cây đàn dương cầm tặng cho Ga-young. Rắc rối bắt đầu ập đến với Jun khi cơ quan NIS biết đến bộ truyện, mặc dù chương trình đào tạo sát thủ đã bị hủy bỏ nhưng truyện của Jun đã làm lộ bí mật quốc gia. Các đặc vụ đến công ty xuất bản để hỏi về tác giả bộ truyện, sau đó họ đến công trường xây dựng mà Jun đang làm thêm để bắt anh. Jun dễ dàng hạ gục đội đặc vụ nhưng cuối cùng cũng bị bắt giữ.
Deok-gyoo và Cheol tức giận vì Jun đã lừa dối họ, Jun giải thích rằng anh chỉ muốn sống với ước mơ vẽ truyện tranh của mình. Một kẻ thù cũ của Jun là tên trùm tội phạm Jason cũng biết đến bộ truyện, hắn tra khảo chủ biên để lấy thông tin tác giả và cho thuộc hạ bắt cóc Mi-na. Jason gọi điện cho Jun, yêu cầu anh bắt Deok-gyoo giao cho hắn để đổi lấy Mi-na. Jun đành phải bắt Deok-gyoo ra khỏi trụ sở NIS. Trên đường đi, Jun đã đánh gục một đội đặc vụ đuổi theo mình, nhưng sau đó một tên thuộc hạ của Jason đã giết đội đặc vụ này. Cục trưởng Hyung-do khẳng định rằng Jun đã giết các cấp dưới của mình. Hyung-do cho người bắt giữ Ga-young, yêu cầu Jun đưa Deok-gyoo quay lại.
Cheol cứu Ga-young thoát khỏi căn biệt thự của Hyung-do rồi đưa cô bé đến gặp Jun. Jun, Deok-gyoo, Cheol và Ga-young về nhà Cheol, chuẩn bị nhiều vũ khí để đi chiến đấu với bọn tội phạm. Khi cả nhóm định rời đi thì lực lượng NIS đến nơi, Jun phải bỏ Cheol lại để giúp anh ta thoát tội đồng lõa. Jun, Deok-gyoo và Ga-young rời đi nhưng phát hiện ra họ đã quên mang theo vũ khí. Jun và Deok-gyoo đến gặp Jason và băng đảng của hắn trong một nhà để xe. Jason bắt buộc Jun tra tấn Deok-gyoo vì ngày xưa Deok-gyoo từng tra tấn em trai hắn đến chết. Jason thừa nhận rằng chính hắn đã giết hại các đặc vụ NIS một cách dã man trong thời gian gần đây. Lúc này Ga-young ngồi trong xe liền phát trực tiếp hình ảnh hiện trường cho lực lượng NIS lần theo, sau đó họ đột kích vào nhà để xe. Một vụ hỗn loạn diễn ra, Jun đã trở thành anh hùng của cuộc giao chiến khi anh giúp các đặc vụ đánh bại bọn tội phạm, anh cũng đã hạ gục tên trùm Jason. Một thời gian sau, Cheol thuyết phục Jun quay lại làm đặc vụ, nhưng Jun từ chối vì anh chấp nhận làm họa sĩ truyện tranh với cuộc sống bình dị bên vợ đẹp con ngoan.

## Diễn viên
- Kwon Sang-woo vai Jun
  - Oh Ja-Hun vai Jun lúc nhỏ
- Jung Joon-ho vai Deok-gyoo
- Hwang Woo Seul Hye vai Mi-na
- Lee Yi-kyung vai Cheol
- Lee Ji-won vai Ga-young
- Heo Sung-tae vai Hyung-do
- Jo Woon vai Jason
- Heo Dongwon vai Jerome
- Lee Joonhyuk vai Gyuman
- Lee Sang-won vai Sung-tae
- Joo Seo-eun vai Eun

## Sản xuất
Phim dưới sự chỉ đạo của đạo diễn Choi Won-sub bắt đầu quay từ ngày 21 tháng 5 năm 2019 và kết thúc vào ngày 11 tháng 9 năm 2019.